# 雄勝石復興プロジェクト
雄勝石復興プロジェクト（おがついしふっこうプロジェクト）は、東日本大震災（東北地方太平洋沖地震）により大きな被害を受けた宮城県石巻市雄勝地区の伝統文化の復興を支える目的で開始された。

## プロジェクトの目的
雄勝石復興プロジェクトの目的は、主に
- 雄勝石の伝統と文化を再生保存することで、雄勝の復興を支えていくこと。
- 更なる発展のために永続的支援を行っていくこと。
- 現存する雄勝石の文化的・伝統的財産等の掘起しと発信、更に発展した資源文化の創生から需要を創出し、人材と雇用の形成に寄与すること。

である。

## プロジェクトの活動目標
- 雄勝石と雄勝の認知、復興への啓蒙活動を進める。
- 文化的・伝統的財産の再生及び創生を図る。
- 情報を一元化する ・雄勝地区、および協力者との人的信頼関係を構築する。
- 長期的・継続的な支援を行っていくために資金を調達する[2]。

## プロジェクトの活動計画
現在進行中の計画、及び、今後予定されている活動計画は以下の通りである。
雄勝石マップの作成
雄勝産天然スレートを使用した全国の建造物多くの方々が訪れることを目的として、建造物のマップ化を進める。
全国各地でのワークショップの開催
全国・特にスレート材を使用した建造物のある地区で、雄勝石絵のワークショップを開催する。
雄勝石ロード・漆黒の家の復活
全国各地で描いてもらった雄勝石絵を使用し、雄勝地区に雄勝石ロードを作る。また、石絵を建造物の一部に使用することで、漆黒の家（雄勝産天然スレート材を使用した家）の復活を支える。
工芸作家の育成、新商品の開発

雄勝石を使用した絵画や工芸品を用いた展示会等の開催

情報の集まる場所、発信する場所としてのプロジェクトウェブサイトの長期的運営

## プロジェクトメンバー
- 発起人 : 齋藤玄昌實[5]
- プロジェクト代表 : 小濱裕美

## 事務局
NPO雄勝石復興プロジェクト事務局